# Pyla
Pyla (Grieks: Πύλα; Pýla, Turks: Pile) is een dorp op het eiland Cyprus dat voor een gedeelte gelegen is in de VN-Bufferzone. Het gaat hier om het oude centrum. Het is een dorp waar zowel Grieks-Cyprioten als Turks-Cyprioten wonen. Verder is er een VN-politiebureau en een bemande VN-observatiepost, om de vrede te bewaren in het gedeelte dat in de bufferzone ligt. Het ligt naast Dhekelia van Akrotiri en Dhekelia, een onderdeel van de Souvereign Base Area, een van de Britse gebieden op het eiland Cyprus.
In Pyla leven de Turks- en Grieks-Cyprioten redelijk vreedzaam samen. Men vindt er naast een moskee, Cypriotisch-Orthodoxe Kerk, een Griekse school, een Turkse school, een Grieks koffiehuis, een Turks koffiehuis, Grieks buurthuis en een Turks buurthuis.
Het overige deel van Pyla ligt in het Griekse gedeelte. Pyla heeft zich na 1974 uitgebreid in het Griekse gedeelte naar de kust. Aan de kust zijn diverse hotels.

## Afbeeldingen

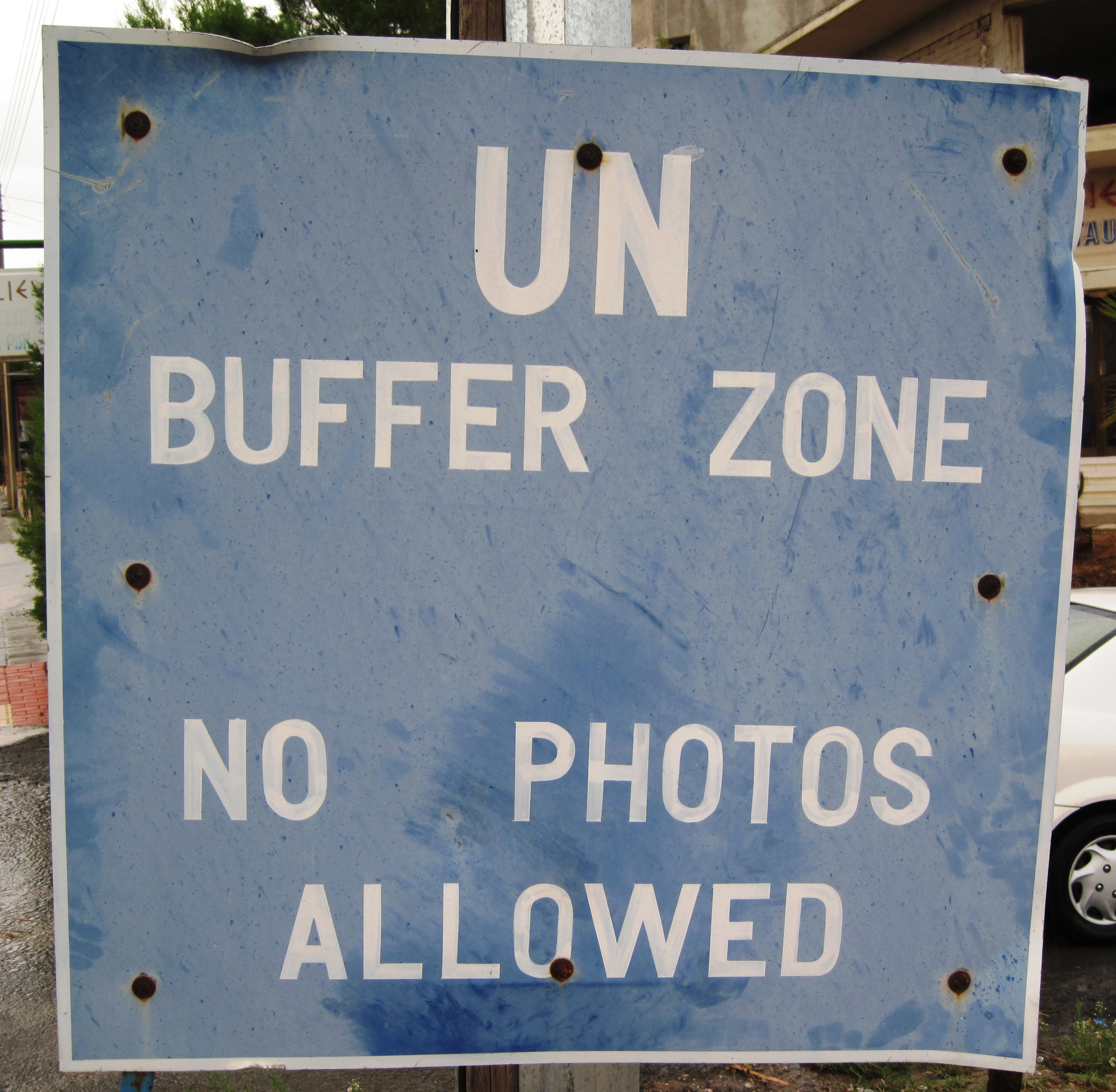
Bordje Bufferzone bij het oude centrum van Pyla
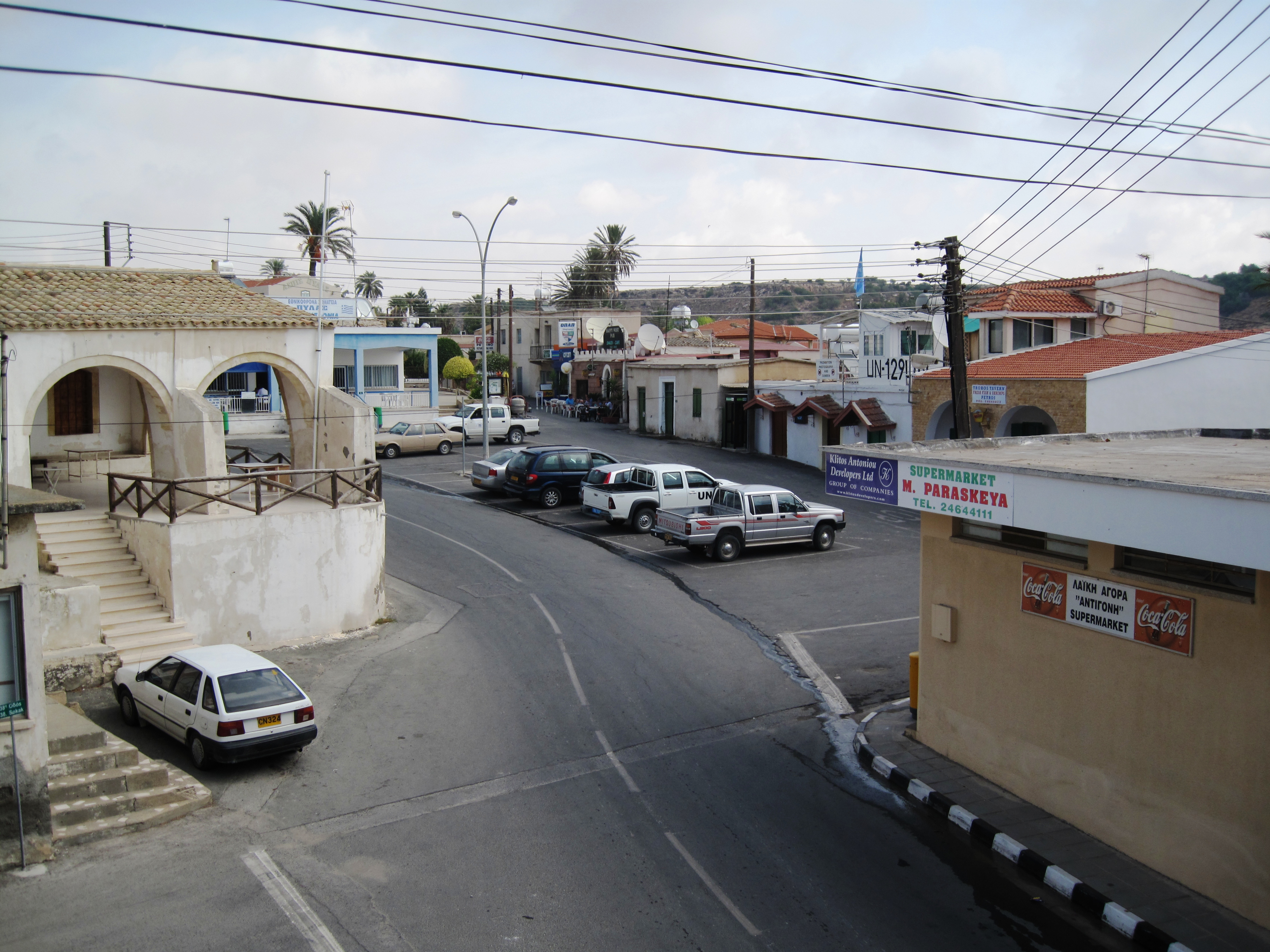
Het plein in het oude centrum van Pyla met de VN-observatiepost
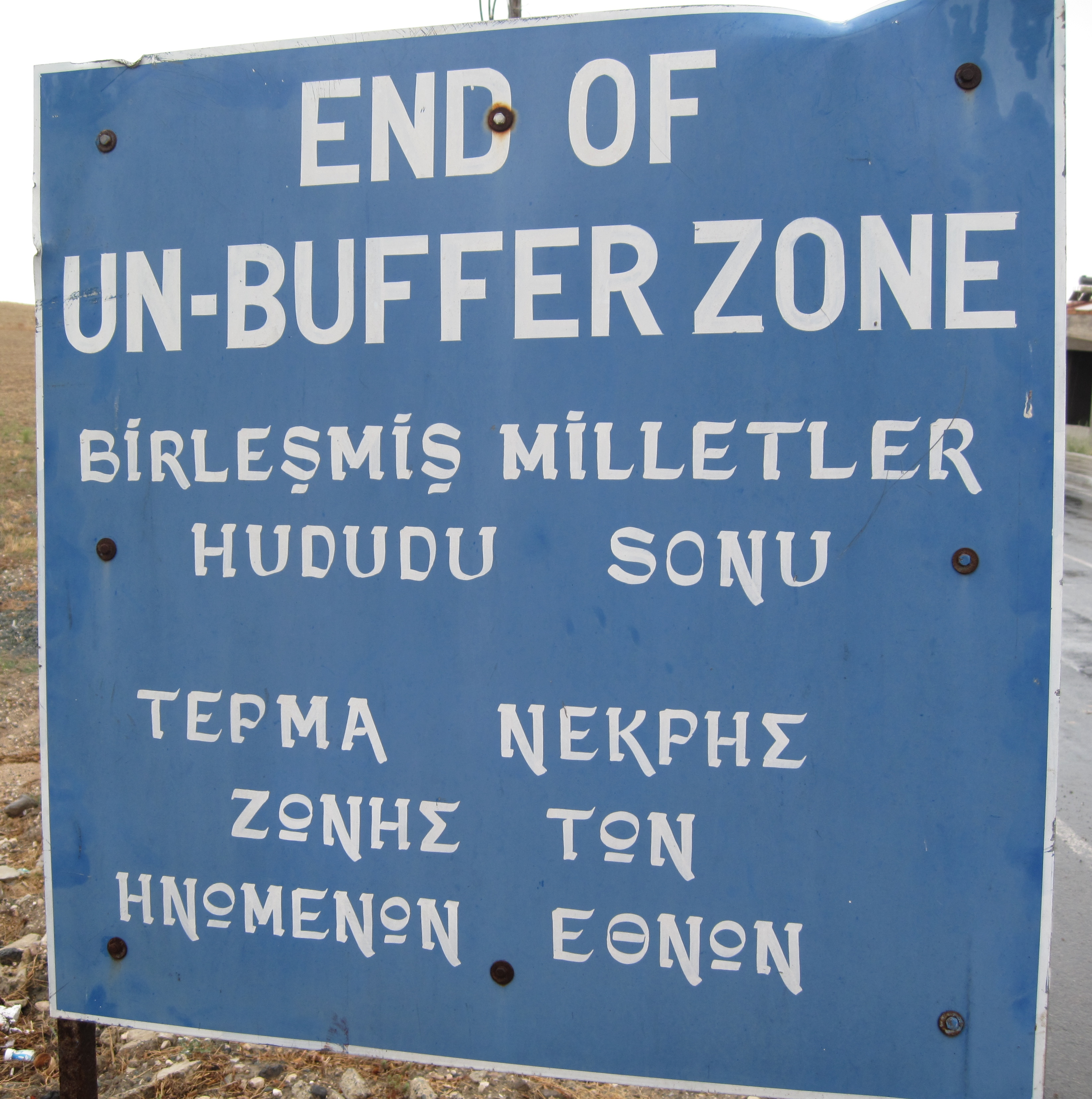
Bord einde Bufferzone bij het verlaten van Pyla